# Фантомен крайник
Фантомен крайник е чувството, че ампутиран или липсващ крайник е все още прикрепен към тялото. Приблизително между 80 и 100% от хората с ампутация изпитват усещания в ампутирания си крайник. Малка част от тях изпитват и болка. Усещането обикновено изчезва след около две-три години без лечение. Все още се провеждат изследвания върху възможната причина за болката. Възможно е чувството да възникне и след операция за премахване на гърда, око, пенис или език. Понякога състоянието може да се влоши от стрес, тревожност и промени в метеорологичните условия. Повечето налични в момента методи за лечение на фантомен синдром на крайник с болка, които варират от аналгетик и антидепресант до стимулация, са неефективни.
Терминът „фантомен крайник“ се използва за пръв път от американския невролог Сайлъс Уеър Мичъл през 1871 г. Първият документиран случай може да се проследи до 1545 г. и е дело на френския военен хирург Амброаз Паре.